# Guyton (Geórgia)
Guyton é uma cidade localizada no estado americano de Geórgia, no Condado de Effingham.

## Demografia
Segundo o censo americano de 2000, a sua população era de 917 habitantes.
Em 2006, foi estimada uma população de 1823, um aumento de 906 (98.8%).

## Geografia
De acordo com o United States Census Bureau tem uma área de 3,1 km², dos quais 3,1 km² cobertos por terra e 0,0 km² cobertos por água. Guyton localiza-se a aproximadamente 29 m acima do nível do mar.

## Localidades na vizinhança
O diagrama seguinte representa as localidades num raio de 28 km ao redor de Guyton.